# 43e cérémonie des Golden Horse Film Festival and Awards
 (juillet 2023).
La 43e cérémonie des Golden Horse Film Festival and Awards a eu lieu le 25 novembre 2006.

## Meilleur film
- After This Our Exile de Patrick Tam
  - Autres nommé.e.s :
  - Crazy stone de Ning Hao
  - Les Exilés de Johnnie To
  - La Soie de Su Chao-pin
  - Perhaps Love de Peter Chan

## Meilleur réalisateur
- Peter Chan (Perhaps Love)
  - Autres nommé.e.s :
  - Ning Hao (Crazy stone)
  - Johnnie To (Les Exilés)
  - Su Chao-pin (La Soie)

## Meilleure actrice
- Zhou Xun (Perhaps Love)
  - Autres nommé.e.s :
  - Siqin Gaowa (The Postmodern Life of My Aunt)
  - Angelica Lee (Re-cycle)
  - Carina Lau (Curiosity kills the cat)

## Meilleur acteur
- Aaron Kwok (After This Our Exile)
  - Autres nommé.e.s :
  - Sam Lee (Dog Bite Dog)
  - Francis Ng (Wo Hu)
  - Chang Chen (The Go Master)

## Meilleur acteur dans un second rôle
- Ian Iskandar Goum (After This Our Exile)
  - Autres nommé.e.s :
  - Chapman To (Moonlight in Tokyo)
  - Wu Zhong Tian (The Touch of fate)
  - Joseph Chang (Eternal Summer)

## Meilleure actrice dans un second rôle
- Nikki Shie (Reflections)
  - Autres nommé.e.s :
  - Amy Chum (My Mother Is a Belly Dancer)
  - Zhao Wei (The Postmodern Life of My Aunt)
  - Pearlly Chua (I Don't Want to Sleep Alone)

## Meilleur espoir
- Bryant Chang (Eternal Summer)
  - Autres nommé.e.s :
  - Wu Zhong Tian (The Touch of fate)
  - Ian Iskandar Goum (After This Our Exile)
  - Joseph Chang (Eternal Summer)

## Meilleur scénario original
- Ning Hao (Crazy stone)
  - Autres nommé.e.s :
  - Su Chao-pin (La Soie)
  - Pan Zhi Yuan et Liu Hsueh Jung (The Touch of fate)
  - Patrick Tam et Tian Koi-leong (After This Our Exile)

## Meilleur scénario adapté
- Ning Dai et Zhang Yuan (Little red flowers)
  - Autres nommé.e.s :
  - Li Qiang (en) (The Postmodern Life of My Aunt)
  - Edmond Wong (Dragon Tiger Gate)

## Meilleure photographie
- Peter Pau (Perhaps Love)
  - Autres nommé.e.s :
  - Zhang Li (La Légende du scorpion noir)
  - Mark Lee (After This Our Exile)
  - Wang Yu (The Go Master)

## Meilleurs effets visuels
- Foo Sing Choong (La Soie)
  - Autres nommé.e.s :
  - Ng Yuen-fai (Re-cycle)
  - Ho Siu Lun et Pornpol Sakarin (Perhaps Love)
  - Eddy Wong et Victor Wong (A Chinese tall story)

## Meilleurs décors
- Tim Yip (La Légende du scorpion noir)
  - Autres nommé.e.s :
  - Aunn-Jai Narongchai (Re-cycle)
  - Yee Chung-man et Peter Wong (Perhaps Love)
  - Emi Wada et Etsuko Aikou (The Go Master)

## Meilleurs costumes et maquillages
- Tim Yip (La Légende du scorpion noir)
  - Autres nommé.e.s :
  - Yee Chung-man et Dora Ng (Perhaps Love)
  - Patrick Tam et Tu Hsu-shung (After This Our Exile)
  - Emi Wada (The Go Master)

## Meilleure chorégraphie des combats
- Ling Chun-pong et Wong Chi-wai (Les Exilés)
  - Autres nommé.e.s :
  - Donnie Yen (Dragon Tiger Gate)
  - Stephen Tung et Farah Khan (Perhaps Love)
  - Yuen Woo-ping (Le Maître d'armes)

## Meilleure musique originale
- Lim Giong (Do Over)
  - Autres nommé.e.s :
  - Tan Dun (La Légende du scorpion noir)
  - Peter Kam (La Soie)
  - Peter Kam et Leon Ko (Perhaps Love)

## Meilleur montage
- Chen Po Wen (Do over)
  - Autres nommé.e.s :
  - Du Yuan (Crazy stone)
  - David Richardson (Les Exilés)
  - Wenders Li et Kong Chi-leung (Perhaps Love)

## Meilleurs effets sonores
- Tu Du Chi, Guo Li Chi et Ke Yi Jun (Amour-Légende)
  - Autres nommé.e.s :
  - Jadet Chawang (Re-cycle)
  - Kinson Tsang (Perhaps Love)
  - Tu Du Chi et Tang Shiang Chu (I Don't Want to Sleep Alone)